# Oediblemma trogoptera
Oediblemma trogoptera là một loài bướm đêm trong họ Noctuidae.